# Navales
Navales és un municipi de la província de Salamanca, a la comunitat autònoma de Castella i Lleó.

## Demografia
| 1991 | 1996 | 2001 | 2004 |
| ---- | ---- | ---- | ---- |
| 420  | 416  | 379  | 364  |